# Біллі Драго
Біллі Драго (англ. Billy Drago; 30 листопада 1945 — 24 червня 2019) — американський актор.

## Життєпис
Біллі Драґо народився 30 листопада 1945 року у Г'юґотоні, штат Канзас. Предки його батька були індіанцями племені апачі, а у матері балканські корені. Щоб його не плутали з іншим відомим актором, Біллі взяв собі сценічний псевдонім, скориставшись для цього дошлюбним прізвищем бабусі. Після закінчення старших класів Біллі працював каскадером в Бут-Гілл (англ. Boot Hill), у канзаському місті Додж-Сіті. Але надовго він там не затримався, Драґо поїхав вчитися до університету штату Канзас. Закінчивши коледж, Біллі працював на радіостанції, а ставши актором, виїхав до Канади. Деякий час по тому він перебрався до Нью-Йорка. Драго одружений з акторкою Сильванією Галлардо, є син Дарен Барроуз.
Драго став зніматися в 1979 році. Його ранніми роботами були ролі в таких фільмах як: «Немає іншої любові», «Крокуючий за вітром» і «Шлях Каттера» з Джеффом Бріджесом у головній ролі. Набравшись досвіду на акторському терені, Біллі став часто з'являтися як запрошена зірка в багатьох телесеріалах, таких як: «Блюз Гілл Стріт», «Детективне агентство «Місячне сяйво», «Чарівник» і «Мисливець Джон».
Найбільшу популярність Біллі Дарґо отримав завдяки ролі Френка Нітті — поплічника Аль Капоне у фільмі Брайана де Пальми «Недоторканні», знятого в 1987 році. З тих пір Біллі знімався у величезній кількості самих різних фільмів і телесеріалів: «Пригоди Бріско Каунті молодшого», «Детектив Неш Бріджес», «Вокер, техаський рейнджер» і «Цілком таємно».
Також в його скарбничці виконання ролей у фільмах «Загін «Дельта» 2», «Тремтіння Землі 4: Легенда починається», «Ім'я йому Смерть». У 2001 році він знявся в кліпі Майкла Джексона на його відомий хіт «You Rock My World».

## Фільмографія
| Рік       |    | Українська назва                       | Оригінальна назва                       | Роль                         |
| --------- | -- | -------------------------------------- | --------------------------------------- | ---------------------------- |
| 2014      | ф  | Танець                                 | The Dance                               | Незнайомець                  |
| 2014      | ф  | Зовсім низько                          | Low Down                                | Лю                           |
| 2013      | кф | Чорний притулок                        | Black Asylum                            | Леонард Горман               |
| 2012      | кф | Народжений злочинцем                   | Birth of an Outlaw                      | Бос                          |
| 2012      | ф  | Ніч тамплієра                          | Night of the Templar                    | Шона                         |
| 2011      | ф  | Тисни на газ                           | Balls to the Wall                       | Бельтагор                    |
| 2011      | ф  | Діти кукурудзи 8: Генезис              | Children of the Corn: Genesis           | Проповідник                  |
| 2010      | кф | Занепалий ангел                        | The Fallen Angel                        | Люцифер                      |
| 2010      | ф  | Воїн доріг                             | Downstream                              | Едвард                       |
| 2009      | ф  | Сходження чорного місяця               | Dark Moon Rising                        | Чарльз Тібодо                |
| 2009      | ф  | Ритуал                                 | The Ritual                              | людина в чорному             |
| 2009      | тф | Місто примар                           | Ghost Town                              | Реб Голланд                  |
| 2008      | тф | Нашестя                                | Copperhead                              | Джессі Еванс                 |
| 2008      | с  | Надприродне                            | Supernatural                            | Док Бентон                   |
| 2008      | кф | Три історії про зло                    | 3 Stories About Evil                    | містер Гарріс                |
| 2007      | в  | Двічі звернений                        | Revamped                                | Владімус                     |
| 2007      | ф  | Мисливці на зомбі                      | Zombie Hunters                          | доктор Франкфурт             |
| 2007      | ф  | Макаллістер біжить                     | Moving McAllister                       | Леді                         |
| 2007      | ф  | Мрець                                  | The Dead One                            | старий індіанець             |
| 2006      | ф  | Любов з присмаком лайма                | Lime Salted Love                        | Вітчим Зефіри                |
| 2006      | ф  | Шукачі душ                             | Soul Searchers                          |                              |
| 2006      | ф  | Пагорби мають очі                      | The Hills Have Eyes                     | Папа Юпітер                  |
| 2006      | ф  | 7 мумій                                | Seven Mummies                           | Дрейк                        |
| 2006      | с  | Майстри жахів                          | Masters of Horror                       | Крістофер                    |
| 2006      | тф | 13 могил                               | 13 Graves                               | Ред Майнес                   |
| 2005      | в  | Кривава реліквія                       | Blood Relic                             | Гаррі                        |
| 2005      | ф  | Мисливець на демонів                   | Demon Hunter                            | Асмодей                      |
| 2004      | ф  | Загадкова шкіра                        | Mysterious Skin                         | Зікі                         |
| 2004      | в  | Приречений форт                        | Fort Doom                               | містер Феллоу                |
| 2004      | в  | Тремтіння Землі 4: Легенда починається | Tremors 4: The Legend Begins            | Келлі «Чорна рука»           |
| 2004      | кф | Носити як татуювання                   | Worn Like a Tattoo                      |                              |
| 2004      | кф | Десь у середині                        | Somewhere in the Middle                 |                              |
| 2003      | кф | Все для грошей                         | All for Money                           |                              |
| 2002      | ф  | Ласкаво просимо в Америку              | Welcome to America                      | божевільний старий           |
| 2002      | ф  | Вихор                                  | The Circuit                             | Ленні                        |
| 2001      | ф  | Гра зі смертю                          | Death Game                              | Шейк Монтроуз                |
| 2001      | кф | You Rock My World                      | You Rock My World                       | бандит                       |
| 2000      | ф  | Дзеркало 4: Відображення               | Mirror, Mirror IV: Reflection           | Фредерік                     |
| 2000      | ф  | Дуже скупий чоловік                    | Very Mean Men                           | Данте                        |
| 2000      | в  | Зона нанесення удару                   | Strike Zone                             | Алекс Годдард                |
| 2000      | с  | Цілком таємно                          | The X Files: Крадій                     | Орел Пітті                   |
| 1999—2004 | с  | Усі жінки — відьми                     | Charmed                                 | Барбас                       |
| 1999      | с  | Детектив Неш Бріджес                   | Nash Bridges                            | Лу Гриссом                   |
| 1999      | ф  | Ліма: Порушуючи мовчання               | Lima: Breaking the Silence              | генерал Монтисіто Франтасіно |
| 1999      | ф  | Король футболу                         | Soccer Dog: The Movie                   | Деймон Флемінг, ловець собак |
| 1998      | ф  | Мавпяча справа                         | Monkey Business                         | Бренсон                      |
| 1997      | ф  | Лялька в темряві                       | A Doll in the Dark                      | Кіт                          |
| 1997      | ф  | В'язень 762                            | Convict 762                             | Меннікс                      |
| 1997      | тф | Напад на острів Диявола                | Assault on Devil's Island               | Карлос Галліндо              |
| 1996      | в  | Фантастичні бійці                      | Sci-fighters                            | Адріан Данн                  |
| 1996      | ф  | Божевільний диявол                     | Blue Devil, Blue Devil                  | Макінтауер                   |
| 1996      | ф  | Час скажених псів                      | Mad Dog Time                            | Веллс                        |
| 1996      | ф  | Брудні гроші                           | Blood Money                             | агент Пірс                   |
| 1995      | ф  | Пропала школа                          | Drifting School                         | Томас Кінг                   |
| 1995      | ф  | Дзеркало 3: Підглядаючий               | Mirror, Mirror III: The Voyeur          | Ентоні                       |
| 1995      | ф  | Захоплення                             | The Takeover                            | Деніел Стейн                 |
| 1995      | с  | Вокер, техаський рейнджер              | Walker, Texas Ranger                    | Вовк                         |
| 1995      | ф  | Колонія андроїдів                      | Phoenix                                 | Кілгор                       |
| 1995      | ф  | Місячний поліцейський                  | Lunarcop                                | Кей                          |
| 1994      | ф  | Не впадати у відчай                    | Never Say Die                           | преподобний Джеймс           |
| 1993—1994 | с  | Пригоди Бріско Каунті молодшого        | The Adventures of Brisco County Jr.     | Джон Блай                    |
| 1993      | в  | Кіборг 2: Скляна тінь                  | Cyborg 2                                | Денні Бенч                   |
| 1993      | ф  | Смертельно небезпечні                  | Deadly Heroes                           | Хосе Марія Карлос            |
| 1993      | ф  | Злочинний синдикат                     | The Outfit                              | Лакі Лучано                  |
| 1993      | ф  | Леді дракон 2                          | Lady Dragon 2                           | Дієго                        |
| 1992      | ф  | Без тями від зброї                     | Guncrazy                                | Генк Фултон                  |
| 1992      | в  | У кільці смерті                        | Death Ring                              | Дантон Ваш                   |
| 1992      | в  | Таємні ігри                            | Secret Games                            | Марк Ленгфорд                |
| 1991      | в  | Комендантська година 2: Під прикриттям | Martial Law II: Undercover              | капітан Кранц                |
| 1991      | ф  | Дипломатична недоторканність           | Diplomatic Immunity                     | Ковбой                       |
| 1990      | ф  | Загін «Дельта» 2                       | Delta Force 2: The Colombian Connection | Рамон Кота                   |
| 1989      | ф  | Травма                                 | Prime Suspect                           | Кирил                        |
| 1989      | ф  | Біла смерть                            | Gwang tin lung fu wui                   | Скалія                       |
| 1989      | ф  | Кровні узи                             | True Blood                              | Біллі «Павук» Мастерс        |
| 1989      | с  | Чудовиська                             | Monsters                                |                              |
| 1988      | с  | П'ятниця 13-е                          | Friday the 13th                         | Едгар Ван Горн               |
| 1988      | ф  | Шосе                                   | Freeway                                 | Едвард Ентоні Геллер         |
| 1988      | ф  | Темрява перед світанком                | Dark Before Dawn                        | Cabalista Leader             |
| 1988      | ф  | Герой і жах                            | Hero and the Terror                     | доктор Гайватер              |
| 1987      | ф  | Банзай-гонщик                          | Banzai Runner                           | Сайзек                       |
| 1987      | ф  | Недоторканні                           | The Untouchables                        | Френк Нітті                  |
| 1987      | тф | З метою самооборони                    | In Self Defense                         | Едвард Рівз                  |
| 1987      | с  | Чарівник                               | The Wizard                              | Тоніо                        |
| 1986      | с  | Північ та Південь: Книга друга         | North and South, Book II                | Рет                          |
| 1986      | с  | Каскадери                              | The Fall Guy                            | Фредді                       |
| 1986      | с  | Блюз Гілл Стріт                        | Hill Street Blues                       | Лео                          |
| 1986      | ф  | Кров мисливця                          | Hunter's Blood                          | Змія                         |
| 1986      | ф  | Вамп                                   | Vamp                                    | Сноу                         |
| 1985      | ф  | Вторгнення в США                       | Invasion U.S.A.                         | Міккі                        |
| 1985      | ф  | Ім'я йому Смерть                       | Pale Rider                              | заступник Мазер              |
| 1985      | с  | Детективне агентство «Місячне сяйво»   | Moonlighting                            | гангстер у шкіряному пальто  |
| 1985      | с  | Мисливець Джон                         | Trapper John, M.D.                      | Зміїний укус                 |
| 1985      | с  | Гардкасл і МакКормік                   | Hardcastle and McCormick                |                              |
| 1984—1986 | с  | Мисливець                              | Hunter                                  | Ле Клейр / Роско Джентер     |
| 1984      | с  | Партнери по злочину                    | Partners in Crime                       | людина в білому костюмі      |
| 1984      | с  |                                        | Automan                                 | Чіко Фюентес                 |
| 1983—1986 | с  | Ті Джей Хукер                          | T.J. Hooker                             | Анджело Дюпрі / Карл Малек   |
| 1983      | с  | Різанина в Х'юстоні                    | Cutter to Houston                       |                              |
| 1982      | тф | Джонні Белінда                         | Johnny Belinda                          | Каттер                       |
| 1981      | с  | Ударний загін                          | Strike Force                            | Ерні                         |
| 1981      | ф  | Шлях Каттера                           | Cutter's Way                            | сміттяр                      |
| 1980      | ф  | Крокуючий за вітром                    | Windwalker                              | Ворон                        |
| 1979      | тф | Немає іншої любові                     | No Other Love                           | Брайан                       |